# Championnats du monde de paratriathlon 2023
Navigation
Édition précédente Édition suivante
Les championnats du monde de paratriathlon 2023 se déroulent le 23 septembre 2023 à Pontevedra en Espagne. La rencontre mondiale est intégrée au programme des séries mondiales de triathlon (WTSC). Les paratriathlètes s'affrontent sur la distance sprint (750 m de natation, 20 km de vélo et 10 km de course à pied) selon une catégorisation spécifique à leurs handicaps. Chaque catégorie décernant le titre de champion du monde de paratriathlon correspondant après une épreuve mixte et un classement différencié des paratriathlètes féminins et masculins. 

## Palmarès
| Médaille           | PTWC                  | PTS2            | PTS3             | PTS4                 | PTS5          | PTVI                 |
| ------------------ | --------------------- | --------------- | ---------------- | -------------------- | ------------- | -------------------- |
| Médaille d'or      | Geert Schipper H2     | Jules Ribstein  | Daniel Molina    | Alexis Hanquinquant  | Martin Schulz | Dave Ellis B3        |
| Médaille d'argent  | Jetze Plat H2         | Mohamed Lahna   | Max Gelhaar      | Pierre-Antoine Baele | Stefan Daniel | Thibaut Rigaudeau B2 |
| Médaille de bronze | Florian Brungraber H2 | Maurits Morsink | Cédric Denuzière | Antonio Franko       | Chris Hammer  | Antoine Perel B1     |

| Médaille           | PTWC                | PTS2         | PTS3                            | PTS4                | PTS5            | PTVI                    |
| ------------------ | ------------------- | ------------ | ------------------------------- | ------------------- | --------------- | ----------------------- |
| Médaille d'or      | Lauren Parker H1    | Hailey Danz  | Élise Marc                      | Kelly Elmlinger     | Grace Norman    | Francesca Tarantello B3 |
| Médaille d'argent  | Kendall Gretsch H2  | Anu Francis  | Kenia Yesenia Villalobos Vargas | Marta Francés Gómez | Claire Cashmore | Susana Rodríguez B1     |
| Médaille de bronze | Jessica Ferreira H1 | Allysa Seely | Sanne Koopman                   | Sally Pilbeam       | Lauren Steadman | Annouck Curzillat B1    |